# 5e armée (Royaume-Uni)
Pour les articles homonymes, voir 5e armée.
La 5e armée britannique est une unité de l'armée britannique lors de la Première Guerre mondiale. Elle a fait partie du corps expéditionnaire britannique sur le front de l'Ouest. Créée en octobre 1916, elle a participé aux principales batailles britanniques. Sévèrement battue lors de la première offensive allemande du printemps 1918, elle a été reformée au cours de l'été, sous le commandement de William Birdwood. Elle n'a plus eu d'actions déterminante jusqu'à sa dissolution à la fin du conflit.

## Création et différentes dénominations
30 octobre 1916 : l'armée de réserve prend le nom de 5e armée.

## Composition

### Bataille de la Somme (1916)
La 5e armée britannique au début de son engagement dans la bataille de la Somme est formée :
- 8e corps d'armée
- 10e corps d'armée

Au cours de la bataille, la 5e armée est renforcée des corps suivants :
- 2e corps d'armée
- corps canadien
- 1er corps d'armée de l'ANZAC

## Historique des garnisons, campagnes et batailles
La 5e armée participe aux combats de la bataille de la Somme de septembre à novembre 1916. Elle occupe le front nord du BEF. Elle combat encore sous le nom d'armée de réserve lors de la bataille de la crête de Thiepval et de la bataille de Flers-Courcelette, puis sous le nom de 5e armée à la bataille des hauteurs de l'Ancre.
En 1917, la 5e armée participe à la bataille d'Arras au printemps, puis aux derniers combats de la bataille de Passchendaele.
En 1918, la 5e armée occupe une partie des lignes françaises au sud de la Somme. Le 21 mars, cette armée supporte la première attaque des offensives allemandes de printemps, l'Opération Michael. Elle est incapable de contenir l'avance allemande, échec qui conduit au limogeage de Gough et à sa dissolution. Du mois d'avril au mois de mai, l'état-major de la 5e armée est nominalement commandé par le général Sir William Peyton. En mai la 5e armée est reformée sous les ordres du général William Birdwood. Elle ne participe pas aux dernières offensives alliées de la guerre.

## Les chefs de la5earméebritannique
- octobre 1916 - mars 1918 : Hubert Gough
- avril - mai 1918 : William Peyton
- mai - novembre 1918 : William Birdwood